# Elso Venâncio
Elso Venancio Vieira Fonseca (Campos dos Goytacazes, 27 de agosto de 1955) é um jornalista, radialista e empresário brasileiro.

## Carreira
Elso Venancio iniciou sua carreira aos dezesseis anos, em 1972, na Rádio Continental de Campos dos Goytacazes. No ano seguinte já estava contratado pela Rádio Difusora, a principal da cidade. Mudou-se pra Barra do Piraí, depois Barra Mansa e entrou na Rádio do Comércio. Depois, foi pra Volta Redonda trabalhar na Rádio Siderúrgica, que tinha sido comprada pela Rádio Nacional, sempre como repórter esportivo.
Em 1983, Elso recebeu um convite para se transferir para a Rádio Nacional do Rio de Janeiro e com 27 anos, chegou a essa vitrine do rádio esportivo. Em menos de um ano, foi contratado pela Rádio Globo, ao lado de José Carlos Araújo e Washington Rodrigues, onde ficou 17 anos. Em 1987, Elso estreou no Mesa Redonda da TVE, programa comandado por José Carlos Araújo. Em 1992, Galvão Bueno assumiu a direção de esportes da Rede OM e o Mesa Redonda trocou de canal.
Em 1988, se tornou setorista do Flamengo, acompanhando o clube mais querido do Brasil, até dezembro de 1999. Na década de 1990, além de acompanhar o Flamengo, cobriu a Seleção Brasileira nas copas do mundo de 1990, 1994 e 1998.
Com pouco mais de 40 anos, nos anos 2000, Elso deixou de ser repórter para se tornar apresentador, ancorando as jornadas esportivas no intervalo dos jogos com Gérson e Luiz Mendes. Passou a comentar também o Panorama Esportivo e se tornou o apresentador do Enquanto a Bola Não Rola, icônico programa de debates da Rádio Globo aos domingos.
Em 8 de outubro de 2001, Elso saiu do rádio e da TV pra se dedicar a sua outra ocupação: se tornar empresário.
Em 2023 foi divulgado que Elso Venâncio terá a sua vida profissional descrita em livro escrito pelo jornalista e biógrafo Marcos Eduardo Neves, que atuou no Jornal do Brasil e na revista Placar; uma das obras mais destacadas de Marcos é o livro “Nunca Houve um Homem como Heleno”, sobre a vida do jogador Heleno de Freitas.

## Empresas

### Sportplus
Elso Venâncio e Luiz Carlos Silva, que trabalharam na equipe de esportes da Rádio Globo, em 1988, decidiram fundar a Sportplus Marketing Esportivo. A empresa nasceu com o DNA de atuar na captação e intermediação de patrocínio junto a clubes, federações, e entidades que regem o esporte brasileiro e mundial.
Ao longo dos anos, a empresa produziu e comercializou diversos produtos do calendário esportivo, como: amistosos da Seleção Brasileira de Futebol, Copa Libertadores, Campeonato Brasileiro Séries A e B, Liga Futsal, Basquete 3x3, 4 campeonatos regionais (Carioca, Gaúcho, Paranaense e Copa do Nordeste) além de alguns eventos pontuais, como a reabertura do Estádio do Maracanã em 2013.
Foi a primeira empresa a utilizar Led próprio para cobrir eventos de futebol como o Brasil x Alemanha em 2003 e a final do campeonato Carioca entre Flamengo x Botafogo em 2008.

### MKTPlus
Criada em 2002, a MKTPlus proporcionou alguns eventos importantes, dente eles: Réveillon de Copacabana, Rock in Rio e Carnaval do Rio de Janeiro.

## Curiosidades
- Com 18 anos, Elso trabalhou no sul do estado do Rio no INSS.
- Foi o garoto propaganda do lançamento do portal Globo.com do Grupo Globo, no Maracanã.[15]
- Participou do remake da telenovela Irmãos Coragem, vivendo ele mesmo, o repórter que acompanhava Duda Coragem (Marcos Winter). Em comemoração aos 30 anos de fundação da TV Globo.
- É colunista do site do Museu da Pelada.[16][17]
- É cantor e compositor nas horas extras.[18]